# María (y los demás)
María (y los demás) es una película española de 2016, que constituye el primer largometraje dirigido por Nely Reguera y que está interpretada en su papel protagonista por Bárbara Lennie, que fue galardonada con el premio Feroz a la mejor actriz protagonista de 2016 por su interpretación en esta película. Fue presentada en la sección "Nuevos Directores" de la 64 edición del Festival de San Sebastián.

## Argumento
María es una treintañera responsable y controladora que ha cuidado a su padre y a sus hermanos desde que murió su madre. Cuando el padre anuncia que va a casarse de nuevo, María siente que su vida se desmorona.

## Producción y crítica
Se trata del primer largometraje de Nely Reguera, que había ya destacado en 2009 con el cortometraje Pablo, que dirigió cuando era alumna de la Escuela Superior de Cine y Audiovisuales de Cataluña. El libreto tuvo que ser recortado para adecuarlo a sus escasas cuatro semanas de rodaje, que se llevó a cabo en Galicia en 2015, entre la ciudad de La Coruña y las localidades vecinas de Culleredo y Carballo.
En esta cinta, Reguera confirma su excelencia con una película de grandes virtudes en la puesta en escena, con un poderoso sentido del humor de raigambre negra, en la que sabe describir la soledad de una mujer joven en el mundo de personas que gira a su alrededor, desde su amante hasta su padre.

## Premios

### Premios Goya
| Año  | Categoría                 | Nominadas      | Resultado |
| ---- | ------------------------- | -------------- | --------- |
| 2016 | Mejor directora novel     | Nely Reguera   | Nominada  |
| 2016 | Mejor actriz protagonista | Bárbara Lennie | Nominada  |

### Premios Feroz
| Año  | Categoría                 | Nominada       | Resultado |
| ---- | ------------------------- | -------------- | --------- |
| 2016 | Mejor actriz protagonista | Bárbara Lennie | Ganadora  |

### Otros
- Premio Mestre Mateo a la Mejor Película (galardón de la Academia Gallega).[2]
- Mejor Película Iberoamericana del Miami Film Festival.[2]